# Comisión General de Secretarios de Estado y Subsecretarios

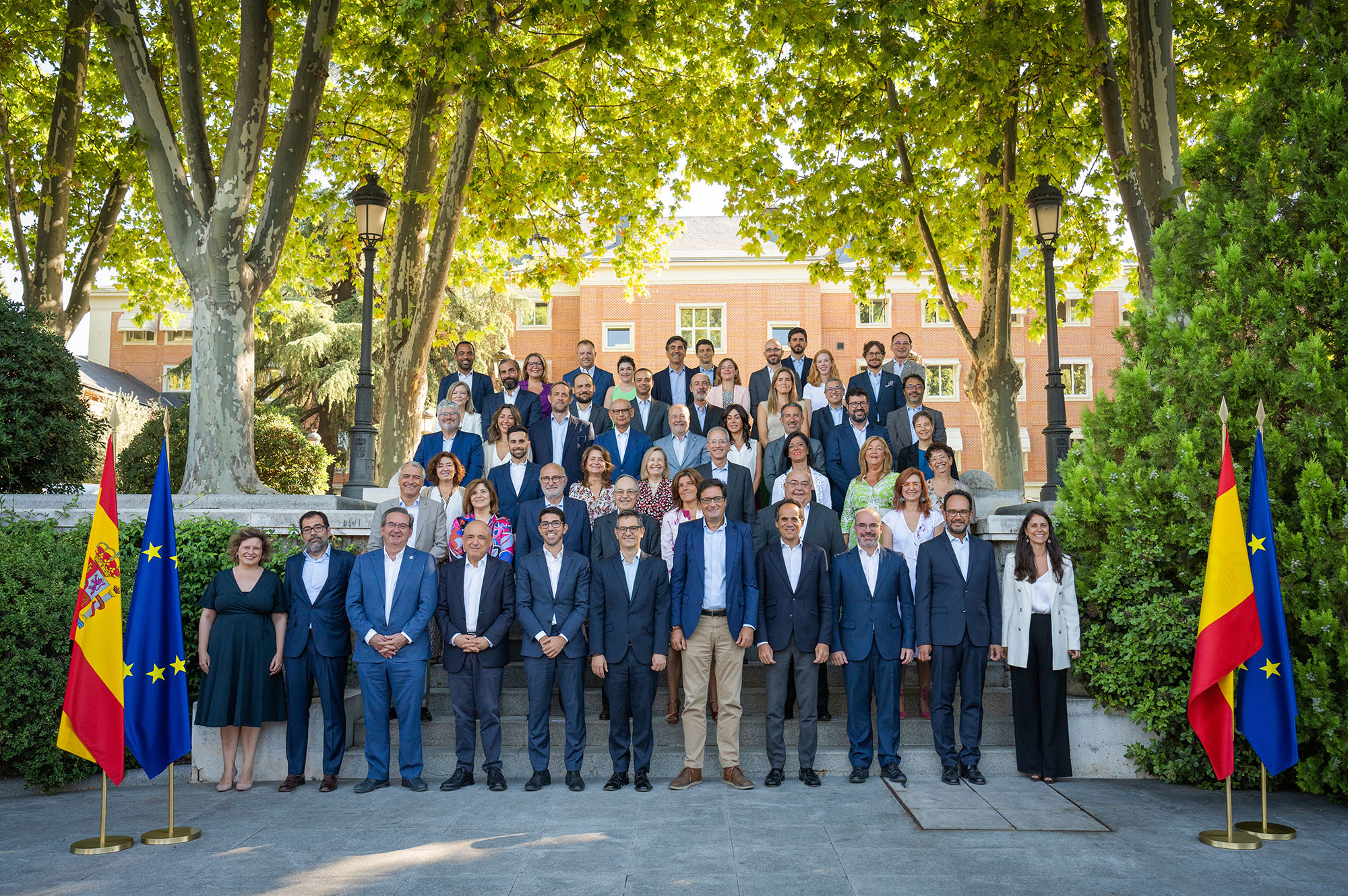
Miembros de la Comisión General en 2022

La Comisión General de Secretarios de Estado y Subsecretarios es un órgano de colaboración y apoyo al Gobierno de España. Se encarga de estudiar y preparar los asuntos que se someten a deliberación del Consejos de Ministros, sin derecho a adoptar decisiones o acuerdos por delegación del Gobierno.
Fue creada por Acuerdo del Consejo de Ministros de 1 de octubre de 1976 y con la introducción de la figura del secretario de estado al año siguiente, adoptó la denominación actual.

## Composición
Como su nombre indica, está compuesta por los secretarios de Estado y los subsecretarios de los distintos ministerios.
Su presidencia corresponde a un vicepresidente del Gobierno, o en su caso, al ministro de la Presidencia, mientras que la secretaría de la comisión corresponde al subsecretario de la Presidencia o, en su caso, al director del Secretariado del Gobierno.

## Funciones
Esta Comisión se encarga de la preparación y estudio de las cuestiones a tratar en las sesiones del Consejo de Ministros, sin derecho a adoptar decisiones o acuerdos por delegación del Gobierno. El procedimiento es el siguiente:
1. Durante la reunión, realizada los jueves, cada ministerio presenta una lista de lo que, a su parecer, se ha de examinar en el Consejo de Ministros, realizando los «índices parciales». El conjunto de índices parciales se denomina índice negro.
2. Se realiza el orden del día definitivo organizando los puntos del día en dos grupos:
  1. Índice verde: se compone de los asuntos informados favorablemente por la Comisión General de Secretarios de Estado y Subsecretarios. Será el primer orden del día del Consejo de Ministros.
  2. Índice rojo: está compuesto por los asuntos que se han de someter a especial deliberación en el Consejo de Ministros. Será el segundo orden del día.